# Walter Runciman
Walter Runciman, 1.er vizconde Runciman de Doxford (South Shields, 19 de noviembre de 1870 - Londres, 13 de noviembre de 1949), fue un destacado político del Reino Unido de Gran Bretaña desde la década de 1900 hasta la década de 1930.

## Biografía
Walter Runciman era hijo del magnate naviero Walter Runciman, 1.er barón Runciman.

## Carrera política
Runciman fue elegido por primera vez como miembro del parlamento británico en 1899 por el Partido Liberal, al derrotar a los candidatos conservadores, James Mawdsley y Winston Churchill.
En 1914 al estallar la Primera Guerra Mundial (1914-1918), Runciman fue nombrado presidente de la Junta de Comercio, cargo que ocupó por dos años, dimitiendo en diciembre de 1916, cuando el gobierno de Herbert Henry Asquith cayó y fue sucedido por una coalición encabezada por David Lloyd George

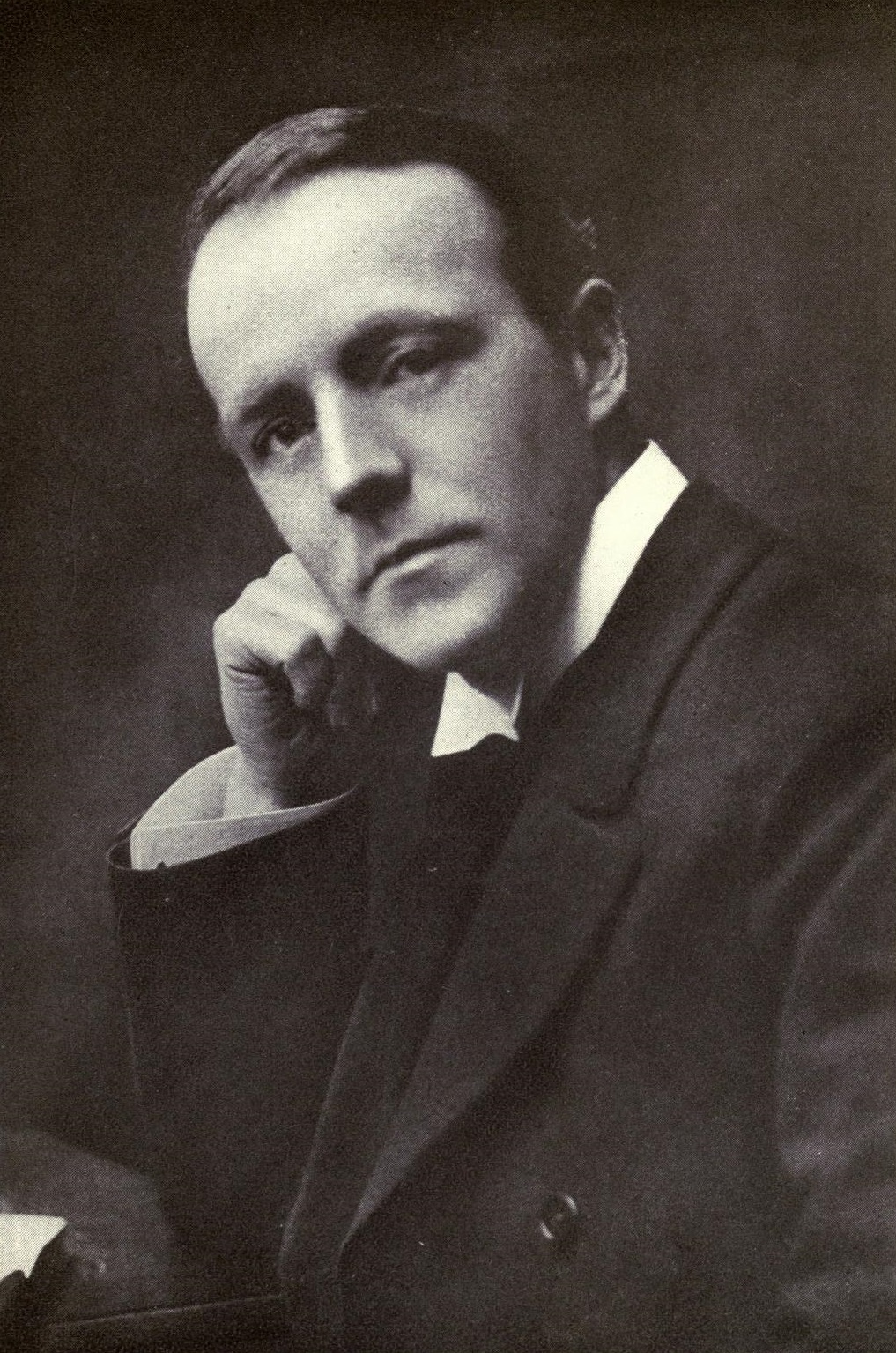
Walter Runciman

El 1 de mayo de 1933 firmó como representante del Reino Unido el acuerdo conocido como Pacto Roca-Runciman con la República Argentina, por el que Argentina se comprometió a venderle carne al Reino Unido a un precio menor al de los propios proveedores de la Commonwealth, importar toda clase de productos con exención arancelaria (lo que arruinó a la pequeña industria nacional), estableció la creación del Banco Central ―con capitales y funcionarios británicos― como punta de lanza de los negociados británicos, y le otorgó a Reino Unido el monopolio absoluto de los medios de transporte de la Argentina. La lucha del legislador Lisandro de la Torre en contra del pacto Roca-Runciman degeneró en el asesinato de su amigo el legislador Enzo Bordabehere.
Runciman permaneció como presidente de la Junta de Comercio hasta mayo de 1937, cuando Stanley Baldwin se retiró y asume su sucesor, Neville Chamberlain.
En 1938 el primer ministro Neville Chamberlain, lo envió a negociar un acuerdo entre el gobierno de Checoslovaquia y Alemania por la denominada Crisis de los Sudetes, la que finaliza con la firma de los Acuerdos de Múnich. Poco después de la firma del acuerdo, Chamberlain remodeló su gabinete y Runciman fue designado como presidente del Consejo, cargo que ocupó hasta el estallido de la Segunda Guerra Mundial (1939-1945).